# Principal Point
Der Principal Point (englisch für Hauptspitze; im Vereinigten Königreich Pursuit Point, englisch für Beschäftigungsspitze; in Argentinien Cabo Principal und Punta Pursuit) ist eine markante und vereiste Landspitze, die das südöstliche Ende der Wiencke-Insel im Palmer-Archipel vor der Westküste der Antarktischen Halbinsel bildet. Sie liegt 6 km östlich des Kap Errera.
Teilnehmer der Vierten Französischen Antarktisexpedition (1903–1905) unter der Leitung des Polarforschers Jean-Baptiste Charcot kartierten sie. Wissenschaftler einer von 1953 bis 1954 durchgeführten argentinischen Expedition benannten sie nach ihrer topographischen Prominenz. Das Advisory Committee on Antarctic Names übertrug diese Benennung 1965 ins Englische. Das UK Antarctic Place-Names Committee benannte sie 1959 dagegen in zynischer Erinnerung an einen erfolglosen Besteigungsversuch des Luigi Peak durch Geodäten der Royal Navy.